# Beggars Banquet
Beggars Banquet —en español: El banquete de los mendigos— es el séptimo álbum de estudio en el Reino Unido de la banda de rock británica The Rolling Stones y su noveno en los Estados Unidos. Fue lanzado en diciembre de 1968, un año después que Their Satanic Majesties Request. Se grabó entre el 17 de marzo y el 25 de julio de 1968 en Londres (Inglaterra) y Los Ángeles (Estados Unidos) bajo la producción del estadounidense Jimmy Miller, con el que trabajarían hasta 1973. Se trata del primero de una serie de cuatro álbumes de estudio que habitualmente se considera la cima de la obra de los Stones (junto con Let It Bleed, Sticky Fingers y Exile on Main St.). Su publicación fue planeada inicialmente para el 26 de julio de ese mismo año, pero fue postergada durante varios meses debido a una disputa con su casa discográfica, Decca Records, en torno a la polémica portada que el grupo pretendía usar. Finalmente, Beggars Banquet salió a la venta el 6 de diciembre de 1968 con una carátula totalmente blanca y con solo el nombre del álbum escrito con letras doradas.
La producción cuenta con canciones con una base de rhythm & blues, suponiendo el regreso de la banda a sus raíces después de su experimental producción anterior, Their Satanic Majesties Request, en la que ensayaron otros estilos musicales, como el rock psicodélico. También hay temas de música country. Las letras de algunas canciones tienen temáticas centradas en la crítica social, inspiradas en las revueltas y conflictos de esos días, y filosóficas, por la alta cantidad de libros sobre filosofía y poesía que leía Mick Jagger durante ese momento.
Debutó en los primeros lugares de las listas de popularidad de Estados Unidos y el Reino Unido, alcanzando pronto el millón de copias en ventas. Para su promoción se pusieron en circulación dos sencillos: «Jumpin' Jack Flash», que fue un gran éxito, mas no estaba incluido en el disco, y «Street Fighting Man». La reproducción de esta última canción fue boicoteada por varias radios estadounidenses, por ser considerada "desestabilizadora" y coincidir su publicación con la Convención Nacional Demócrata de 1968. El álbum recibió una buena valoración por parte de la crítica musical, siendo considerado uno de los mejores trabajos realizados por la banda en toda su carrera. En el año 2003 fue situado en el puesto 57 del listado Los 500 mejores álbumes de todos los tiempos elaborado por la revista estadounidense Rolling Stone.

## Historia

### Antecedentes
Después del fracaso que significó su álbum Their Satanic Majesties Request de 1967, producido por los miembros del grupo, el cantante Mick Jagger decidió que la banda debía reforzar ese aspecto en sus futuros discos de estudio. Jagger charló de ello con el ingeniero de sonido Glyn Johns. Johns le recomendó a Jimmy Miller, quien había trabajado anteriormente con The Spencer Davis Group y Traffic.

Jagger se acercó a mí después de Satanic Majesties y me dijo «Vamos a conseguir un productor nuevo», a lo que yo contesté: «Vale, de acuerdo». Me dijo: «Vamos a conseguir un estadounidense». Yo pensé: «¡Oh dios mío!, ¡es lo que me faltaba!. No pienso que mi ego pueda soportar que algún maldito yanqui venga aquí y me diga qué tipo de sonido debo sacar de The Rolling Stones». Así que le dije «¡Conozco a alguien! Sé que ya hay uno en Inglaterra y es fantástico», y que había acabado de hacer el álbum de Traffic: Jimmy Miller. Y era un disco remarcadamente bueno, el primero que había hecho con Traffic. Yo le dije [a Jagger]: «Es un chico realmente agradable». Yo lo había conocido [a Miller], él había estado en el cuarto de al lado en el estudio [de grabación], así que dije: «Estoy seguro que lo hará fantásticamente»[...] Jagger conoció a Jimmy Miller y le dio el trabajo. Y la primera cosa que Jimmy Miller hizo [entre risas] fue despedirme. Porque él tenía a Eddie Kramer como ingeniero. Y, naturalmente, él quería utilizar a su propio ingeniero, a su hombre de confianza.
Glyn Johns, 1982

Jagger se puso en contacto con Miller, transmitiéndole que le «había encantado su trabajo con Traffic» y preguntándole si le gustaría producir el nuevo álbum de los Stones, lo que el segundo aceptó de inmediato. Esta relación duraría hasta 1973 y traería como resultado la época más fructífera del grupo, con producciones de la talla de Let It Bleed, Sticky Fingers y la que es generalmente considerada su obra cumbre: Exile on Main St.

### Grabación

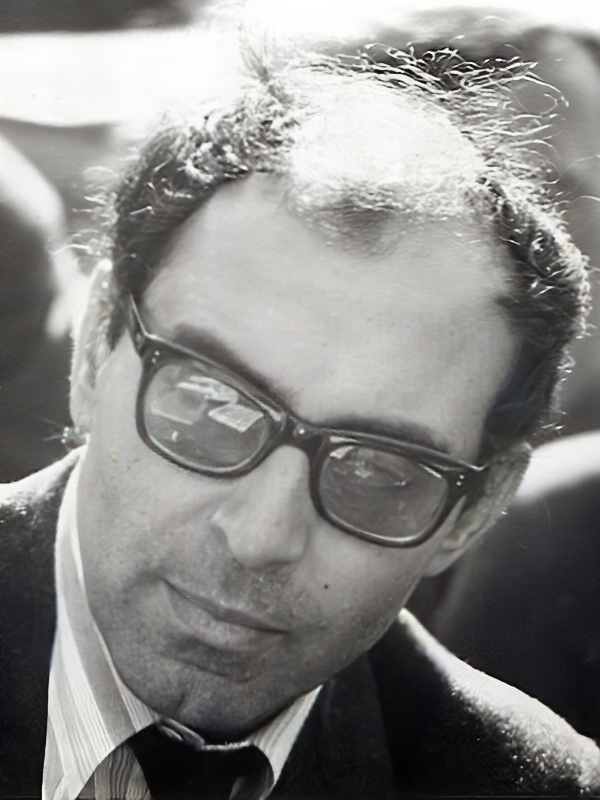
Jean-Luc Godard filmó las sesiones de grabación de «Sympathy for the Devil» y las incluyó en su documental One Plus One.

La preproducción comenzó a mediados de febrero de 1968 en el estudio de grabación instalado en la casa del guitarrista Keith Richards, ubicada en West Wittering, Sussex (Inglaterra). Tras la contratación de Jimmy Miller, los ensayos se realizaron entre el 21 de febrero y el 14 de marzo en los estudios de grabación R. G. Jones de Morden, en Surrey, con las ausencias en varias sesiones del bajista Bill Wyman y del guitarrista y multinstrumentista Brian Jones. Este último tenía problemas con las drogas y de tipo emocional, lo que lo llevaba a comportarse de modo impredecible y a ser poco fiable. Ante esta situación, Mick Jagger se vio en la necesidad de tocar la guitarra por primera vez. De esas primeras sesiones nacieron las canciones «I'll Coming Home», «Rock Me Baby», «Hold On! I'm Comin'», «My Home Is A Prison», «No Expectations», «Stray Cat Blues» y los primeros acordes instrumentales de «Jumpin' Jack Flash». Sólo «No Expectations» y «Stray Cat Blues» serían incluidas en el disco. El 15 de marzo los trabajos se trasladaron a los estudios Olympic de Londres, donde se realizaron largas sesiones de grabación desde las 19:00 hasta las 8:00 horas. Hasta el 3 de abril, el grupo grabó su siguiente sencillo, «Jumpin' Jack Flash» / «Child Of The Moon», al igual que las nuevas pistas «Jigsaw Puzzle» y «Parachute Woman», además de trabajar en la base instrumental de «Did Everybody Pay Their Dues?» (que posteriormente pasaría a llamarse «Street Fighting Man»). En Stone Alone, Wyman declaró que en la última semana de marzo creó el riff característico de «Jumpin’ Jack Flash»; sin embargo, esto no se recoge en los créditos de la canción.
En mayo, el grupo grabó «Salt of the Earth», «Street Fighting Man», «Dear Doctor», «Prodigal Son» y «Factory Girl». El 28 de ese mes, hacia el final de las sesiones, Jones fue arrestado por posesión de drogas tras serle encontrado cannabis en su casa de Kings Road en Londres. No obstante, fue puesto en libertad después de pagar una fianza de 2000 £. 
Entre el 4 y el 10 de junio se produjo la grabación de «Sympathy for the Devil». Estas sesiones fueron filmadas por el director francés Jean-Luc Godard en los estudios Olympic e incluidas como secuencia en su película One Plus One (conocida en los Estados Unidos como Sympathy for the Devil), un documental sobre la contracultura occidental de finales de la década de 1960. El equipo de iluminación de Godard provocó un incendio en el techo del estudio la última noche de rodaje. Afortunadamente, no hubo que lamentar daños personales y las cintas de grabación del álbum pudieron ponerse a salvo. Las últimas sesiones de grabación se celebraron entre el 24 y el 28 de junio, terminándose las mezclas en los Sunset Sound Studios de Los Ángeles entre el 6 y el 25 de julio. 
Beggars Banquet constituyó la última aparición significativa de Brian Jones con el grupo, puesto que tan sólo intervendría en dos piezas de Let It Bleed. También fue el último álbum de los Stones en ser publicado durante su vida. Jones tocó la guitarra slide en «No Expectations», la armónica en «Parachute Woman», «Dear Doctor» y «Prodigal Son», el sitar y la tambura en «Street Fighting Man», y el melotrón en «Jigsaw Puzzle» y «Stray Cat Blues». Además, hizo de voz de fondo, junto al resto de la banda, en «Sympathy for the Devil». A Jones en ocasiones se le atribuye erróneamente el haber tocado la guitarra slide en «Jig-Saw Puzzle», pero las dos guitarras de esta pieza son obra de Keith Richards.

### Publicación
Con anterioridad a la salida del álbum, el grupo puso a la venta un primer sencillo procedente de las sesiones de grabación: «Jumpin' Jack Flash» con «Child of the Moon» como cara B. «Jumpin' Jack Flash» fue estrenada el 12 de mayo de 1968 en una aparición sorpresa que la banda realizó en el New Musical Express Poll Winners Concert, una ceremonia organizada por la revista inglesa New Musical Express para premiar a lo más destacado de la música popular. El lanzamiento oficial de sencillo se produjo el 24 de mayo y se convirtió rápidamente en un éxito. Debutó en el número 12 de las listas de ventas del Reino Unido y en pocos días llegó a su cabeza, mientras que comenzó en el número 63 en las listas de Estados Unidos y en poco tiempo ascendió hasta el puesto tres. Pese a todo, el grupo no incluyó en el disco las dos pistas del sencillo. «Jumpin' Jack Flash» puede escucharse en varios de sus recopilatorios, como Through The Past, Darkly (Big Hits Vol. 2), Forty Licks o el más reciente GRRR!.
El 1 de julio, los Stones hicieron público el nombre del álbum, Beggars Banquet, y que este saldría a la venta el 26 de julio, fecha que coincidía con el 26.º cumpleaños del vocalista Mick Jagger. Sin embargo, se presentó un inconveniente: tanto la Decca Records en Inglaterra como la London Records en Estados Unidos rechazaron la portada original del álbum. Dicho trabajo consistía en una foto de un retrete repleto de grafitis insultantes. Mientras tanto, «Street Fighting Man» fue editada como segundo sencillo, acompañada de la canción country «No Expectations» como lado B. El sencillo se lanzó el 31 de agosto en los Estados Unidos, debutando en el lugar 84 de las listas. Su ascenso en las listas estadounidenses se detuvo cuando estaba en el puesto 48, tras ser boicoteada en varias radios del país. El motivo fue que el contenido de la letra y la fotografía de la portada del sencillo fueron considerados "desestabilizadores" por las autoridades estadounidenses en el marco de la Convención Nacional Demócrata de 1968 y ante los recientes asesinatos de Robert F. Kennedy y Martin Luther King Jr. En cuanto a Beggars Banquet, el grupo lo retuvo hasta octubre, llegando a un acuerdo con las discográficas en noviembre, cuando permitió sustituir la portada original por otra completamente blanca con tan solo el nombre del álbum impreso en ella. El disco se publicó finalmente el 5 de diciembre en los Estados Unidos y un día más tarde en el Reino Unido. Los Stones celebraron una rueda de prensa en un hotel londinense para presentar su trabajo.
Para promocionar su nueva producción, el grupo puso en marcha los días 10 y 11 de diciembre la grabación de un vídeo destinado a ser emitido por televisión: The Rolling Stones Rock and Roll Circus. Este "circo de rock and roll" presentaba a artistas de la talla de John Lennon, Eric Clapton, The Who, Jethro Tull y Marianne Faithfull. Los Stones fueron los últimos en intervenir, interpretando algunas de las canciones de Beggars Banquet: «Parachute Woman», «No Expectations», «Sympathy for the Devil» y «Salt of the Earth», así como el sencillo «Jumpin' Jack Flash» y «You Can't Always Get What You Want» (incluida en Let It Bleed, su siguiente álbum de estudio). Sin embargo, el grupo no quedó satisfecho con su actuación, lo que provocó que esta obra no viese la luz hasta 1996, cuando fue publicado por el antiguo mánager del grupo, Allen Klein.

## El Álbum

### Título y portada
Después de considerar varios posibles nombres para la nueva producción, el título final fue sugerido por el diseñador Christopher Gibbs, al que Mick Jagger había contratado para decorar su nueva casa en Chelsea.

[El título] vino de un tipo llamado Christopher Gibbs. Mick me lo dijo a mí, pero fue Christopher quien llegó a esa combinación. Aunque todos habíamos estado pensando en algo como Tramps' Mushup ["Mezcla de los vagabundos"] o similar […] Esa idea vino primero, la cosa de los mendigos vino primero.
Keith Richards, 1971

El 7 de junio de 1968 se celebró una sesión de fotos para el arte del interior del álbum con el fotógrafo Michael Joseph. El lugar escogido fue Sarum Chase, una mansión en Hampstead (Londres). En noviembre y diciembre de 2008, se expusieron en la Galería Blink de Londres imágenes no mostradas anteriormente de la sesión. Lenne Allik se encargó del diseño del álbum. En cuanto a la fotografía de la portada, esta fue realizada por Barry Feinstein en Los Ángeles. El motivo escogido fue una pared de baño cubierta de grafitis, entre los cuales se observaban "Lyndon ama a Mao" o "El sueño de Bob Dylan" (este último junto a una flecha señalando hacia la manija de la cisterna). Según Keith Richards, la pared la encontraron Anita Pallenberg, Mick Jagger y él. El guitarrista calificó el trabajo como «una verdadera portada funky». La carátula fue rechazada por la compañía discográfica de la banda, dando comienzo a una disputa con el grupo que retrasó el lanzamiento del álbum durante meses. Jagger declaró lo siguiente sobre la censura de la portada del disco en septiembre de 1968:

Realmente hemos tratado de mantener el álbum dentro de los límites del buen gusto. Me refiero a que no hemos mostrado todo el baño [en la portada del disco]. Eso hubiera sido vulgar. ¡Sólo mostramos la mitad superior! Dos personas de la compañía [Decca Records] nos dijeron que la cubierta era «terriblemente ofensiva». Aparte de a ellos, no hemos encontrado a otras personas a las que les parezca ofensiva. Le pregunté a una persona que escogiera algo que le pareciera ofensivo [en la portada] y mencionó que lo de Bob Dylan. Al parecer le ofende «El sueño de Bob Dylan» escrito en la pared... Hemos cedido todo lo que hemos podido en relación con el lanzamiento de la portada del disco. Inclusive les sugerí [a los responsables de la discográfica] que la pusieran dentro de una bolsa de papel marrón, con la leyenda "No apto para niños" y el título del álbum en el exterior. Pero no, no aceptaron. Ellos se siguieron obstinando... Era simplemente una idea que nunca se había hecho antes y optamos por mostrar los mensajes en una pared de baño porque es donde se encuentran más grafitis. No hay ninguna obscenidad allí, solo la que una persona se empeñe en ver.
Mick Jagger, septiembre de 1968

En la portada finalmente publicada únicamente figuraban, sobre un fondo blanco, el nombre del grupo, del álbum y el acrónimo RSVP. Este diseño representaba una tarjeta de invitación al «Banquete de los mendigos».

### Estilo musical e influencias
Con la publicación de Beggars Banquet, los Stones cambiaron el rumbo emprendido en sus dos álbumes anteriores, Between the Buttons y Their Satanic Majesties Request, en donde se habían acercado al rock psicodélico. Frente a ello, el grupo vuelve a buscar su inspiración en el blues y el rhythm and blues, al igual que en su primera etapa. Según la revista Time: "siguiendo un estado de ánimo muy extendido en el mundo del pop, Beggars Banquet retorna a la cruda vitalidad del rhythm and blues afroamericano y a la simplicidad auténtica de la música country". El periodista musical Anthony DeCurtis afirmó que el LP estaba "lleno de toques distintivos y originales" y resaltó su impacto positivo en la carrera del grupo: "Para el álbum, los Stones habían hecho todo lo posible por endurecer su sonido y eliminar la bruma de la psicodelia y, al hacerlo, comenzaron un periodo de cinco años en el que producirían sus mejores grabaciones".

### Contenido
Este álbum abre con una canción considerada de las mejores composiciones realizadas por los Stones: «Sympathy for the Devil» ("Compasión por el diablo"). Tanto la letra como la música del tema corrieron a cargo del cantante Mick Jagger. A pesar de que éste declararía con posterioridad que la inspiración vino de Charles Baudelaire o en algún escritor de la literatura francesa, varios autores coinciden en que es más probable que esta canción esté basada en la novela El maestro y Margarita, del escritor ruso Mijaíl Bulgákov, obra que Marianne Faithfull le había regalado a Jagger a principios de 1968. En este libro se produce la aparición del diablo cometiendo asesinatos en la Rusia de los años treinta. La canción escandalizó a parte de la sociedad de aquel entonces, que acusó a la banda de practicar el satanismo. Un año más tarde, en diciembre de 1969, cuando se produjo el asesinato del joven negro Meredith Hunter en el concierto que la banda ofreció en Altamont, se responsabilizó al tema de haberlo provocado, a pesar de que en el momento de la tragedia los Stones interpretaban «Under My Thumb». A consecuencia de ello, el grupo dejaría de tocarla en sus actuaciones durante ocho años. La pieza era en sus primeras versiones una canción folk, pero a sugerencia de Richards se le fueron añadiendo elementos de samba, como la inclusión de bongos y congas. La percusión estuvo a cargo de Rocky Dijon, las maracas fueron obra de Bill Wyman, el piano de Nicky Hopkins y la voz de Jagger. Por su parte, Keith Richards tocó tanto el bajo como el solo de guitarra eléctrica. Brian Jones contribuyó inicialmente tocando la guitarra acústica, pero ésta no fue incluida en la mezcla final. La película de Jean-Luc Godard Sympathy for the Devil, estrenada en 1968 y titulada One plus One en Europa, recoge parte del proceso de grabación del tema.
La siguiente composición, «No Expectations» ("Sin expectativas"), es una balada que habla sobre desamor y soledad. Esta canción mezcla los géneros country y blues, destacando la instrumentación acústica y la guitarra slide de Brian Jones. En una entrevista realizada en el año 1995 a la revista Rolling Stone, Jagger declaró que aquella había sido la última vez que recordaba a Jones "totalmente involucrado en algo que mereciese la pena". Se considera que esta pieza está inspirada, tanto musical como temáticamente por temas de Robert Johnson como «Love in Vain», del que los Stones realizarían una versión en Let It Bleed. «Dear Doctor» ("Querido doctor") es otra canción de country acústico en la que el tono vuelve a ser paródico. La canción cuenta la historia de un hombre joven que descubre, con alivio, que su prometida lo ha abandonado el día de su boda. En el libro According to the Rolling Stones, Mick Jagger afirmó que: "las canciones country, como «Factory Girl» o «Dear Doctor» realmente eran temas pastiche. De todos modos, existe cierto sentido del humor en la música country". Dos temas más cierran la primera cara del disco: la pieza de blues-rock «Parachute Woman», donde lo más destacable es el sonido sucio que ofrecen las guitarras, y «Jigsaw Puzzle» ("Rompecabezas"), con una influencia lírica de Dylan y una importante guitarra slide.
Uno de los temas más interesantes del álbum es «Street Fighting Man» ("Luchador callejero"), inspirada en los incidentes de mayo de 1968 y las manifestaciones contra la Guerra de Vietnam. En ella no intervienen instrumentos eléctricos, a excepción del bajo. Para la grabación de la guitarra acústica (una Gibson Hummingbird), Keith Richards empleó una de las primeras grabadoras de casete. Usó este aparato para sobrecargar la guitarra y conseguir un sonido a medio camino entre el puramente acústico y el eléctrico. Con la percusión se hizo algo similar: se amplificó el sonido obtenido inicialmente por Charlie Watts a partir de una batería de juguete. Richards se hizo cargo de tanto la guitarra como del bajo en esta pieza, debido a que Bill Wyman no se encontraba disponible durante la sesión de grabación. Por su parte, Dave Mason, guitarrista de Traffic, tocó el shehnai, un oboe indio. La canción se publicó como sencillo pocos días después de la Convención Nacional Demócrata de 1968, en la que tuvieron lugar importantes protestas, fuertemente reprimidas por la policía. En este contexto, la canción fue tildada de subversiva y boicoteada por varias emisoras de radio de Chicago. Ante estas acusaciones, Richards declaró: "Por supuesto que opinamos que la canción es subversiva. Es estúpido pensar que puedes empezar una revolución con una grabación. ¡Ojalá se pudiese!". Ante la presión, London Records, encargada de la distribución estadounidense del sencillo, lo retiró del mercado.
El siguiente tema de la cara B es «Prodigal Son» ("El hijo pródigo"), un blues del reverendo Robert Wilkins sobre la parábola del hijo pródigo. En el álbum figuraron Jagger y Richards como autores del tema, lo que les ocasionó algunos problemas legales. Después viene «Stray Cat Blues» ("El blues de la gata callejera"), que habla de la relación de un hombre con una groupie adolescente usando un lenguaje sexual explícito. Jagger declaró que su sonido está basado en «Heroin» de Velvet Underground. «Factory Girl» ("Chica obrera") es otro tema country de tono humorístico, que parece inspirado por una canción folclórica de los Apalaches. La obra culmina con «Salt of the Earth» ("La sal de la tierra"), en la que se repiten los elementos de blues acústico y de country que sazonan todo el elepé. Richards abre la canción cantando el primer verso como voz principal. La letra, que superficialmente parece una oda a la clase trabajadora, está plagada de cinismo. El coro de góspel que la acompaña, interpretado por el Watts Street Gospel Choir, se añadió en Los Ángeles, a donde se desplazaron Jagger y Miller para finalizar la edición del disco.

### Letra y temática
De acuerdo con el Sunday Mirror, "la mezcla de temas musicados incluye a la Biblia, Satán, los disturbios callejeros y, por supuesto, el sexo". En «Sympathy for the Devil» el cantante Mick Jagger asume el rol del Diablo, quien narra su involucramiento en diferentes tragedias y conflictos de la historia y del cristianismo. Entre ellos, destacan las menciones a sucesos del siglo XX como la Revolución rusa (y el asesinato de la familia Romanov), la Blitzkrieg nazi durante la Segunda Guerra Mundial, o los asesinatos de John F. y de Robert F. Kennedy. También se realizan referencias a la inversión de los valores en el mundo actual. En opinión del crítico Ian MacDonald, el filmado de las sesiones de grabación de «Sympathy for the Devil» por parte del director francés Jean-Luc Godard contribuyó a cimentar la imagen del grupo como héroes de la contracultura maoísta europea de la Rive Gauche, con la "iconoclasia luciferana" de la canción interpretada en clave de mensaje político.
En «Street Fighting Man», el verso parece animar al oyente a participar en una de las numerosas protestas que tenían lugar en el año 1968:
| Everywhere I hear the sound of marching, charging feet, boy 'Cause summer's here and the time is right for fighting in the street, boy | Por todas partes escucho el sonido de pies marchando y cargando, muchacho, porque el verano está aquí y es el momento apropiado para pelear en la calle, muchacho |

El estribillo, en cambio, no ofrece un mensaje tan directo. Es ambivalente sobre el papel del cantante de rock ante las revueltas y parece lamentarse de la importancia secundaria de la ciudad de Londres en las mismas. Según DeCurtis, la "corrección política" de «Street Fighting Man» provocó un intenso debate en los medios de la cultura underground.
| Well now what can a poor boy do except to sing for a rock and roll band? Cause in sleepy London Town there's just no place for a street fighting man, no | ¿Qué puede hacer un pobre muchacho?, excepto cantar en una banda de rock and roll porque en la adormecida ciudad de Londres no hay sitio para un luchador callejero, no |

## Acogida por parte de la crítica
La crítica atacó inicialmente a la producción por la portada escogida tras la disputa de los Stones con su discográfica. Se trataba, en su opinión, de una copia de la portada minimalista del The White Album de The Beatles, que había sido publicado dos semanas antes. No obstante, en el terreno musical Beggars Banquet recibió unas valoraciones muy favorables.
Se celebró que el álbum supusiese un retorno del grupo a sus raíces en el blues y el rhythm and blues y que mostrase de que los Stones volvían a estar en plena forma. El crítico Stephen Davis consideró que "ninguna otra cosa capturó mejor el espíritu juvenil de Europa en 1968 que Beggars Banquet".
Para la revista Time, "el álbum está lleno de la clase de rock duro y atrevido que ayudó a situar a los Stones como los juerguistas más subversivos de Inglaterra desde la banda de Faging en Oliver Twist". Jann Wenner de Rolling Stone sostuvo que la regeneración del grupo suponía el regreso del rock and roll, mientras que el Chicago Sun-Times afirmaba que: "Los Stones han desatado su álbum más puro, irrespetuoso, arrogante y salvaje hasta el momento. Y es hermoso". Menos impresionado resultó el autor de la crítica inicial de Melody Maker, quien calificó a Beggars Banquet como "mediocre" y declaró que la contribución del cantante Mick Jagger era lo único destacable del LP. Geoffrey Cannon de The Guardian opinó que el álbum "demuestra el poderío primigenio [del grupo] en su máxima expresión" y describió con admiración la capacidad de Jagger para enganchar al oyente de «Sympathy for the Devil», diciendo que: "Sentimos horror porque, a todo volumen, nos hace montar esta onda portadora con él, experimentar sus sensaciones y despertar las nuestras". En su voto en la encuesta anual de críticos de la revista Jazz & Pop, Robert Christgau lo situó como el tercer mejor álbum de 1968, mientras que a «Salt of the Earth» la colocó como la mejor canción pop. Martin C. Strong consideró que Beggars Banquet era el primer disco del "asombroso estallido de creatividad" de la banda en el período 1968-1972, y que contenía cuatro de los mejores álbumes de rock de todos los tiempos. Por su parte, Daryl Easlea de BBC Music sostuvo que, aunque la obra no consigue siempre mantener la calidad de su primera canción («Sympathy for the Devil»), Beggars Banquet fue el trabajo con el que los Rolling Stones se habían ganado el estatus de la "mejor banda de rock and roll del mundo".
En 2003, el álbum fue clasificado en el número 58 en la lista de Rolling Stone de Los 500 mejores álbumes de todos los tiempos. El mismo año, la cadena de televisión VH1 nombró a Beggars Banquet como el 67.º mejor álbum de todos los tiempos. El álbum también aparece en el libro de 2005 1001 discos que hay que escuchar antes de morir. A la par que este éxito de crítica, el disco también obtuvo buenos resultados comerciales, alcanzando el tercer puesto en el Reino Unido y el quinto en los Estados Unidos.

## Relanzamiento
En agosto de 2002, ABKCO Records reeditó Beggars Banquet como un LP remasterizado en formato SACD/CD híbrido. Esta versión corrigió un importante defecto en el álbum original al restaurar cada canción a su velocidad adecuada, ligeramente más rápida. Debido a un error en la masterización, Beggars Banquet se escuchó durante más de treinta años a una velocidad más lenta de a la que fue grabado. Esto tuvo el efecto de alterar no solo el tempo de cada canción, sino también el tono. Estas diferencias fueron sutiles pero importantes, y la versión remasterizada es aproximadamente 30 segundos más corta que la versión original. El álbum fue lanzado de nuevo en 2010 por Universal Music en una versión japonesa de SHM-SACD, mientras que el 24 de noviembre de 2010 ABKCO Records lanzó una versión SHM-CD. El 28 de mayo de 2013, ABKCO Records reeditó el LP en vinilo.
En el año 2002, la discográfica rusa CD-Maximum lanzó extraoficialmente la edición limitada Beggars Banquet + 7 Bonus, de la que se creó otro bootleg por parte de una falsa Decca alemana: Beggars Banquet (Mono Beggars).

## Lista de canciones
Todas las canciones escritas y compuestas por Jagger/Richards, excepto donde se indique. 
| Cara 1 |                          |          |  |
| N.º    | Título                   | Duración |  |
| 1.     | «Sympathy for the Devil» | 6:18     |  |
| 2.     | «No Expectations»        | 3:56     |  |
| 3.     | «Dear Doctor»            | 3:28     |  |
| 4.     | «Parachute Woman»        | 2:20     |  |
| 5.     | «Jigsaw Puzzle»          | 6:06     |  |

| Cara 2 |                                 |          |  |
| N.º    | Título                          | Duración |  |
| 6.     | «Street Fighting Man»           | 3:16     |  |
| 7.     | «Prodigal Son» (Robert Wilkins) | 2:51     |  |
| 8.     | «Stray Cat Blues»               | 4:38     |  |
| 9.     | «Factory Girl»                  | 2:09     |  |
| 10.    | «Salt of the Earth»             | 4:48     |  |

## Personal
| The Rolling Stones - Mick Jagger: voz, coros; maracas en «Sympathy for the Devil»; armónica en «Parachute Woman». - Keith Richards: guitarra acústica, guitarra eléctrica, guitarra slide; bajo en «Sympathy for the Devil» y «Street Fighting Man»; coros y voz en «Salt of the Earth». - Brian Jones: guitarra slide en «No Expectations»; armónica en «Parachute Woman», «Dear Doctor» y «Prodigal Son»; melotrón en «Jigsaw Puzzle» y «Stray Cat Blues»; sítara y tanpura en «Street Fighting Man»; coros en «Sympathy for the Devil». - Bill Wyman: bajo; coros y shekere en «Sympathy for the Devil»; contrabajo en «Dear Doctor». - Charlie Watts: batería; coros y cencerro en «Sympathy for the Devil»; clave en «No Expectations»; pandereta en «Dear Doctor», tabla en «Factory Girl». Músicos adicionales - Nicky Hopkins: piano, tack piano, órgano. - Rocky Dijon: congas en «Sympathy for the Devil», «Stray Cat Blues» y «Factory Girl». - Ric Grech: violín en «Factory Girl». - Dave Mason: shehnai en «Street Fighting Man»; melotrón en «Factory Girl». - Jimmy Miller: coros en «Sympathy for the Devil». - Watts Street Gospel Choir: coros en «Salt of the Earth». | Técnica y diseño - Jimmy Miller: productor. - Eddie Hedges: ingeniero de sonido. - Glyn Johns: ingeniero de sonido. - Gus Skinas: ingeniero asistente. - Bob Ludwig: masterización. - Mike Joseph: fotografía. - Iris Keitel: dirección artística. - Tom Wilkes: diseño. - Barry Feinstein: portada. - Lenne Allik: concepto. - Steve Rosenthal: archivo. - Mick McKenna: archivo. |

## Posición en las listas
| Listas (1968–69)               | Mejor posición |
| ------------------------------ | -------------- |
| Alemania (Offizielle Top 100)  | 8              |
| Australia (Kent Music Report)  | 3              |
| Canadá (RPM)                   | 3              |
| Estados Unidos (Billboard 200) | 5              |
| Noruega (VG-lista)             | 2              |
| Reino Unido (UK Albums Chart)  | 3              |
| Listas (2007)                  | Mejor posición |
| Suecia (Sverigetopplistan)     | 43             |
| Listas (2007)                  | Mejor posición |
| Francia (SNEP)                 | 197            |

| Año  | Sencillo              | Lista             | Mejor Posición |
| ---- | --------------------- | ----------------- | -------------- |
| 1968 | «Jumpin' Jack Flash»  | UK Top 50 Singles | 1              |
| 1968 | «Jumpin' Jack Flash»  | Billboard Hot 100 | 3              |
| 1968 | «Street Fighting Man» | Billboard Hot 100 | 48             |
| 1971 | «Street Fighting Man» | UK Top 50 Singles | 21             |

### Certificaciones
| País                  | Certificación | Ventas certificadas |
| --------------------- | ------------- | ------------------- |
| Canadá (Music Canada) | Oro           | 50,000^             |
| Estados Unidos (RIAA) | Platino       | 1,000,000^          |
| Reino Unido (BPI)     | Oro           | 100,000^            |

Nota: ^ Cifras de ventas basadas únicamente en la certificación